# Broken Heels
Broken Heels to singel brytyjskiej piosenkarki pop Alexandry Burke z jej debiutanckiego albumu "Overcome". Został wydany jako drugi singel promujący album. Autorami tekstu są RedOne, Bilal Hajji i Savan Kotecha, a producentem RedOne.

## Format wydania
Digital Single
1. "Broken Heels" (Single Mix) – 3:34
2. "Broken Heels" (Cutmore Club Mix) – 6:27

Singel CD
1. "Broken Heels" (Single Mix) – 3:34
2. "Broken Heels" (Cutmore Radio Mix) – 3:16
3. "Broken Heels" (Digital Dog Club Mix) – 6:27

## Notowania
"Broken Heels" weszło na listę UK Singles Chart 26 grudnia 2009 r., osiągając najwyższą pozycję #8. W samej Wielkiej Brytanii singel sprzedał się w nakładzie ponad 295,000 kopii.
| Lista (kraj)                          | Najwyższa pozycja |
| ------------------------------------- | ----------------- |
| European Hot 100 Singles              | 26                |
| Irish Singles Chart (Irlandia)        | 5                 |
| Polish Airplay Chart (Polska)         | 3                 |
| The Official Charts Company (Szkocja) | 3                 |
| IFPI (Słowacja)                       | 17                |
| UK Singles Chart (Wielka Brytania)    | 8                 |